# Чэн, Адам
Адам Чэн (кит. трад. 鄭少秋, упр. 郑少秋, пиньинь Zhèng Shàoqiū, англ. Adam Cheng Siu-chow, родился 24 февраля 1947) — популярный гонконгский актёр телевидения и кино, а также cantopop-певец.

## Карьера

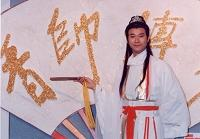
Чэн на съёмках фильма 《香帥傳奇》

Чэн начал свою карьеру в 70-х годах 20-го века, играя ведущие роли в уся-сериалах гонконгской телекомпании Television Broadcasts Limited (TVB), основанных на произведениях Цзинь Юн и Гу Лун, таких как The Heaven Sword and Dragon Saber и Chor Lau-heung. Он также исполнял некоторые музыкальные темы в телесериалах, где он играл главные роли, например, в сериалах The Greed of Man и Cold Blood Warm Heart. Чэн играет в телесериалах компании TVB до сих пор и считается одним из актёров-ветеранов, сохраняющих популярность в течение длительного времени.

## Эффект Тин Хай
Эффект Тин Хай (Ting Hai effect), также известный как эффект Адама Чэна (англ. Adam Cheng effect) — феномен рынка ценных бумаг, выражающийся в том, что происходит внезапное и необъяснимое падение курсов акций на фондовом рынке, когда выходит фильм или телесериал с Адамом Чэном в главной роли. Эффект назван по имени Тин Хай (англ. Ting Hai), героя сериала The Greed of Man, которого играл Адам Чэн.

## Награды
- 2006 - «Golden Needle Award» (награда Radio Television Hong Kong[англ.] Top Ten Chinese Gold Songs Award)

## Личная жизнь
Чэн имеет четырёх дочерей. Старшая дочь, Cheng On-yee  (англ.), родилась в его первом браке, который закончился разводом. Второй раз Чэн зарегистрировал брак с актрисой Лидией Шам (англ. Lydia Shum) в 1985 году после 14 лет совместной жизни. Через 2 года после свадьбы у них родилась дочь Джойс Чэн (англ. Joyce Cheng). Чэн и Шам развелись через 8 месяцев после рождения дочери. В 1989 году Чэн женился на Koon Jing-wah  (англ.). У них две дочери - Cheng Wing-yan  (англ.) и Cheng Wing-hei  (англ.).

## Фильмография (избранная)
- 1980 — Меч — Лэй Макъинь
- 1982 — Кот против Крысы — Чинь Чиу[кит.], Императорский Кот
- 1983 — Зу: Воины с Волшебной горы — Тин Янь
- 1983 — Отряд с фантастической миссией — предводитель амазонок
- 1983 — Шаолинь и Удан — Чхау Фун-нг
- 1993 — Легенда — Чань Калок
- 1993 — Легенда 2 — Чань Калок
- 1993 — Раскрашенная кожа (англ. Painted Skin (1993 film)) — Wang Hsi-Tzu (Scholar)
- 1994 — Пьяный мастер 3 — Вон Кхэйин[англ.]
- 2013 — Спасая Генерала Яна (англ. Saving General Yang) — Генерал Ян